# ベリト・メルドレ
ベリト・メルドレ＝ランメダル(Berit Mørdre-Lammedal、1940年4月16日 - 2016年8月23日）は、ノルウェー、アーケシュフース県ネス出身のクロスカントリースキー選手。1960年代から1970年代にかけて国際大会で活躍した。 

## プロフィール
地元オスロで開催された1966年ノルディックスキー世界選手権のリレーで銀メダルを獲得、1968年グルノーブルオリンピックでは5kmで10位、10km銀メダル、リレーでは金メダルを獲得した。
1971年にはホルメンコーレン・メダルをマルヤッタ・カヨスマ、ライダル・ヒェルムスタットとともに受章した。 1972年札幌オリンピックでは10km14位、5km7位、リレーで銅メダルを獲得、1974年ノルディックスキー世界選手権10km6位、同年のホルメンコーレンスキー大会5kmで優勝した。